# Élections législatives de 1962 dans les Landes
Les élections législatives françaises de 1962 se déroulent les 18 et 25 novembre 1962. Dans le département des Landes, trois députés sont à élire dans le cadre de trois circonscriptions.

## Élus
| Circonscription | Député sortant      | Parti | Parti | Député élu ou réélu    | Parti | Parti |
| --------------- | ------------------- | ----- | ----- | ---------------------- | ----- | ----- |
| 1re             | Robert Besson       |       | UNR   | Charles Lamarque-Cando |       | SFIO  |
| 2e              | Max Moras           |       | UNR   | Camille Dussarthou     |       | SFIO  |
| 3e              | Jean-Marie Commenay |       | MRP   | Jean-Marie Commenay    |       | MRP   |

## Résultats

### Résultats à l'échelle du département
| Parti          | Parti                                          | Premier tour | Premier tour | Second tour | Second tour | Sièges |
| Parti          | Parti                                          | Voix         | %            | Voix        | %           | Sièges |
| -------------- | ---------------------------------------------- | ------------ | ------------ | ----------- | ----------- | ------ |
|                | Union pour la nouvelle République (UDT)        | 33 300       | 27,78        | 42 202      | 32,49       | 0      |
|                | Majorité présidentielle                        | 33 300       | 27,78        | 42 202      | 32,49       | 0      |
|                |                                                |              |              |             |             |        |
|                | Mouvement républicain populaire                | 22 706       | 18,94        | 21 814      | 16,79       | 1      |
|                | Centre démocratique                            | 22 706       | 18,94        | 21 814      | 16,79       | 1      |
|                |                                                |              |              |             |             |        |
|                | Section française de l'Internationale ouvrière | 35 695       | 29,78        | 65 894      | 50,72       | 2      |
|                | Parti communiste français                      | 17 862       | 14,90        | Retrait     | Retrait     | 0      |
|                | Parti radical                                  | 10 309       | 8,60         | Retrait     | Retrait     | 0      |
|                |                                                |              |              |             |             |        |
| Inscrits       | Inscrits                                       | 174 066      | 100,00       | 174 037     | 100,00      | 3      |
| Abstentions    | Abstentions                                    | 50 136       | 28,8         | 40 728      | 23,4        |        |
| Votants        | Votants                                        | 123 930      | 71,2         | 133 309     | 76,6        |        |
| Blancs et nuls | Blancs et nuls                                 | 4 058        | 3,27         | 3 399       | 2,55        |        |
| Exprimés       | Exprimés                                       | 119 872      | 96,73        | 129 910     | 97,45       |        |

### Résultats par circonscription

#### Première circonscription (Mont-de-Marsan)
| Candidat       | Candidat                   | Parti          | Premier tour | Premier tour | Second tour | Second tour |  |
| Candidat       | Candidat                   | Parti          | Voix         | %            | Voix        | %           |  |
| -------------- | -------------------------- | -------------- | ------------ | ------------ | ----------- | ----------- |  |
|                | Robert Besson sortant      | UNR-UDT        | 14 649       | 40,3         | 18 334      | 46,4        |  |
|                | Charles Lamarque-Cando élu | SFIO           | 12 413       | 34,15        | 21 175      | 53,6        |  |
|                | Jean Lespiau               | PCF            | 5 096        | 14,02        | Retrait     | Retrait     |  |
|                | Henri Lacoste              | Radsoc         | 4 190        | 11,53        | Retrait     | Retrait     |  |
|                |                            |                |              |              |             |             |  |
| Inscrits       | Inscrits                   | Inscrits       | 54 146       | 100,00       | 54 135      | 100,00      |  |
| Abstentions    | Abstentions                | Abstentions    | 16 418       | 30,32        | 13 468      | 24,88       |  |
| Votants        | Votants                    | Votants        | 37 728       | 69,68        | 40 667      | 75,12       |  |
| Blancs et nuls | Blancs et nuls             | Blancs et nuls | 1 380        | 3,66         | 1 158       | 2,85        |  |
| Exprimés       | Exprimés                   | Exprimés       | 36 348       | 96,34        | 39 509      | 97,15       |  |

#### Deuxième circonscription (Dax)
| Candidat       | Candidat               | Parti          | Premier tour | Premier tour | Second tour | Second tour |  |
| Candidat       | Candidat               | Parti          | Voix         | %            | Voix        | %           |  |
| -------------- | ---------------------- | -------------- | ------------ | ------------ | ----------- | ----------- |  |
|                | Max Moras sortant      | UNR-UDT        | 18 651       | 40,79        | 23 868      | 49,07       |  |
|                | Camille Dussarthou élu | SFIO           | 14 772       | 32,31        | 24 776      | 50,93       |  |
|                | Roger Feugas           | PCF            | 7 120        | 15,57        | Retrait     | Retrait     |  |
|                | Xavier Defos du Rau    | MRP            | 5 179        | 11,33        | Retrait     | Retrait     |  |
|                |                        |                |              |              |             |             |  |
| Inscrits       | Inscrits               | Inscrits       | 65 001       | 100,00       | 64 986      | 100,00      |  |
| Abstentions    | Abstentions            | Abstentions    | 18 238       | 28,06        | 15 120      | 23,27       |  |
| Votants        | Votants                | Votants        | 46 763       | 71,94        | 49 866      | 76,73       |  |
| Blancs et nuls | Blancs et nuls         | Blancs et nuls | 1 041        | 2,23         | 1 222       | 2,45        |  |
| Exprimés       | Exprimés               | Exprimés       | 45 722       | 97,77        | 48 644      | 97,55       |  |

#### Troisième circonscription (Saint-Sever)
| Candidat       | Candidat                          | Parti          | Premier tour | Premier tour | Second tour | Second tour |  |
| Candidat       | Candidat                          | Parti          | Voix         | %            | Voix        | %           |  |
| -------------- | --------------------------------- | -------------- | ------------ | ------------ | ----------- | ----------- |  |
|                | Jean-Marie Commenay sortant réélu | MRP            | 17 527       | 46,37        | 21 814      | 52,24       |  |
|                | Pierre Blanquie                   | SFIO           | 8 510        | 22,51        | 19 943      | 47,76       |  |
|                | Alain Dutoya                      | Radsoc         | 6 119        | 16,19        | Retrait     | Retrait     |  |
|                | Rémy Dubroca                      | PCF            | 5 646        | 14,94        | Retrait     | Retrait     |  |
|                |                                   |                |              |              |             |             |  |
| Inscrits       | Inscrits                          | Inscrits       | 54 919       | 100,00       | 54 916      | 100,00      |  |
| Abstentions    | Abstentions                       | Abstentions    | 15 480       | 28,19        | 12 140      | 22,11       |  |
| Votants        | Votants                           | Votants        | 39 439       | 71,81        | 42 776      | 77,89       |  |
| Blancs et nuls | Blancs et nuls                    | Blancs et nuls | 1 637        | 4,15         | 1 019       | 2,38        |  |
| Exprimés       | Exprimés                          | Exprimés       | 37 802       | 95,85        | 41 757      | 97,62       |  |